# Comptosia casimira
Comptosia casimira är en tvåvingeart som beskrevs av Hull 1973. Comptosia casimira ingår i släktet Comptosia och familjen svävflugor. Inga underarter finns listade i Catalogue of Life.